# Samantha Majic
Samantha Ann Majic är en kanadensisk-amerikansk statsvetare och kulturvetare. Hon har under sin karriär i första hand fokuserat på frågor runt amerikansk politik i allmänhet och aktivism inom sexbranschen och underhållningsbranschen. Majic har sedan 2009 varit verksam som lektor och senare som docent vid City University of New York.

## Biografi

### Bakgrund och studier
Majic har sina rötter i Port Hope i Ontario i Kanada. Efter filosofie kandidat-examen i statsvetenskap och ekonomi 2001 vid Trinity College i University of Toronto var hon under ett år praktikant vid provinsen Ontarios rättsväsen. Åren 2002–2003 kompletterade hon sin utbildning med en masterexamen vid York University i Toronto, där hennes studier berörde kampanjer kring offentligägd utbildning och våld i nära relationer i Ontario.
2003 påbörjade Majic doktorandstudier på den statsvetenskapliga fakulteten vid Cornell University och avlade filosofie doktorsexamen 2009 på avhandlingen Protest by Other Means? Sex Workers, Social Movement Evolution and the Political Possibilities of Nonprofit Service Provision. Den fokuserar på rättighetsrörelsen bland USA:s sexarbetare – inte minst hur denna sett ut i Kalifornien. I arbetet undersöks hur dessa organisationer begränsats av yrkets illegalitet i USA och hur man hanterat och försökt komma runt detta förhållande.

### Yrkesliv och författarskap
Hösten 2009 fick Majic en lektorstjänst vid fakulteten för statsvetenskap (John Jay College) vid City University of New York. Denna omvandlades 2016 till en tjänst som docent vid samma fakultet. Där har hennes forskning i första hand legat inom frågor relaterade till genus och amerikansk politik, med speciellt fokus på sexarbete, samhällsengagemang i allmänhet samt i relation till celebriteter.
2014 kom Negotiating Sex Work: Unintended Consequences of Policy and Activism, en antologi där Majic delade redaktörskapet med Carisa Showden. I samma ämne – sexarbete – kom Majic samma år med sin egen bok Sex Work Politics: From Protest to Service Provision, där fokus var än tydligare på sexarbete som politik, protest och tjänsteproduktion.
Fyra år senare författade Majic och Showden Youth Who Trade Sex in the US: Agency, Intersectionality, and Vulnerability. Denna volym var tydligare inriktad på ungdomars erfarenheter av att sälja sex.
Med Lights, Camera, Feminism? Celebrities and Anti-trafficking Politics (2023) riktade Majic in sig på amerikanska celebriteters politiska insatser mot människohandel och hon iakttar hur olika kända människor tagit ställning på olika sätt, med eller utan en feministisk utgångspunkt, och menar att celebriteter är politiska aktörer på flera plan. Detta får konsekvenser för feminism och politik i allmänhet.
Majic är även medlem av ett antal redaktionsråd för tidskrifter som Perspectives on Politics, The American Political Science Review, PS: Political Science and Politics och Critical Policy Studies.

## Privatliv
Samantha Majic har på senare år (bland annat 2010 och 2014) varit gift med film- och TV-redaktören John Rasmussen.